# 哈茨维尔 (南卡罗来纳州)
哈茨维尔（英文：Hartsville），是美国南卡罗来纳州下属的一座城市。城市类型是“City”。其面积大约为6.16平方英里（15.96平方公里）。根据2010年美国人口普查，该市有人口7,764人，人口密度约为每平方 英里1,260.19人（约合每平方公里486.58人）。